# Blovstrød Løverne
Blovstrød Løverne startede i 1980 som motionsklub under Blovstrød Idræts-forening. I dag tæller foreningen over 600 medlemmer og dækker alt inden for løb fra børn, begynder, motionister,  Power Walker og Nordic Walking.
Blovstød Løverne adskiller sig sammen med Herning Løbeklub fra andre klubber i Danmark ved kun at være løbeklubber, mens de konkurrerende klubber er atletikklubber. 
Klubben har i de seneste par år været i massiv tilbage gang .
Af prominente navne fra klubben kan nævnes bl.a. tidligere danmarksrekordholderen på 10.000 meter og halvmaratondistancen orienteringsløberen Carsten Jørgensen, samt eliteløberene Mads Jacobsen og Christian Madsen.